# Bier in Brazilië
Bier is in Brazilië heel populair en het land is de derde grootste bierproducent in de wereld met een productie van 134 miljoen hl in 2012.

## Geschiedenis
De vroegste bronnen over het brouwen van een "zwart bier" werden gevonden in een document van 1557, maar waarschijnlijk werd dit bier al gebrouwen vóór de Portugese kolonisatie in 1500. In die periode bereidden de vrouwen van de inheemse bevolking langs de Amazone een bier met geroosterde mais of cassavewortel en wilde gist. Deze drank speelde een belangrijke rol bij traditionele ceremonies. Het hedendaagse Braziliaanse bier Xingu is vernoemd naar deze oude bierstijl.
Tijdens de periode van de kolonisatie door Portugal was wijn populairder dan bier. Pas na de onafhankelijkheid in 1822 werd begonnen met het importeren van bier uit Groot-Brittannië en andere Europese landen. Het bierbrouwen werd mede sterk beïnvloed door de komst van Duitse immigranten in het begin van de negentiende eeuw. De eerste brouwerijen dateren uit de jaren 1830, hoewel het biermerk "Bohemia" beweert het oudste bier in Brazilië te zijn. De productie van "Bohemia" startte pas in 1853 in Petrópolis, Rio de Janeiro en het is wellicht het oudste bier dat nu nog geproduceerd wordt. De productie van twee andere belangrijke bieren "Antarctica" en "Brahma" begon in de jaren 1880.

## De biermarkt
De bierproductie steeg in tien jaar tijd (2002-2012) met bijna 47 miljoen hl, een stijging van 53,7%, en daarmee (na China) de tweede grootste groeimarkt in deze periode. De bierconsumptie bedroeg 128 miljoen hl in 2012 (68,3 liter/inwoner), waardoor Brazilië op de derde plaats wereldwijd staat.

98% van de geproduceerde bieren in Brazilië zijn blonde lagers. Sinds ongeveer halverwege het eerste decennium van de eenentwintigste eeuw is er een groeiende vraag naar "Premium bier".
De Braziliaanse biermarkt wordt gedomineerd door vier grote brouwerijgroepen. De grootste, AmBev, ontstond in 1999 na het samengaan van de twee grootste Braziliaanse biermerken "Brahma" en "Antarctica". In 2004 fuseerde deze met het Belgische Interbrew en werd zo de grootste brouwerijgroep ter wereld, nu "AB InBev". 
De Braziliaanse "Grupo Petrópolis" is de tweede grootste brouwerijgroep en de enige die in Braziliaanse handen is. De groep die ontstaan is in 1994 in Petrópolis, produceert bier, andere alcoholische dranken en frisdranken. De groep heeft vijf productie-eenheden en verdeelpunten in Petrópolis (RJ), Teresópolis (RJ), Boituva (SP), Rondonópolis (MT) en Alagoinhas (BA).
De "Schincariol group" werd opgericht in 1939 en produceert bieren, frisdranken, fruitsap, energiedranken en mineraalwater. De firma breidde door overnames uit tot een groep met 13 fabrieken en (micro)brouwerijen. De groep was tot november 2011 in handen van "Jandangil Partcipaçôes e Representaçôes Ltda." (49,54%) en "Aleadri-Schinni Partcipaçôes e Representaçôes S.A.." (50,45%). De Japanse brouwerijgroep Kirin Holdings Company, die al 100% eigenaar was van "Jandangil", kocht toen de resterende aandelen op en werd 100% eigenaar. De naam werd daarna gewijzigd naar "Brasil Kirin", met hoofdzetel in Itu (SP).
In 2002 kocht de Canadese Molson Brewery (vanaf 2005 de Molson Coors Brewing Company) de tweede grootste brouwerij "Kaiser", waarvan de Nederlandse brouwerijgroep Heineken 14,2% van de aandelen bezat. Molson fuseerde Kaiser met zijn Braziliaanse brouwerij Bavaria. In 2006 verkocht "Molson Coors" een groot deel van zijn aandelen van de verlieslatende Kaiser-brouwerij aan de Mexicaanse brouwerijgroep FEMSA Cerveza SA, die daarmee 68% van de aandelen in handen kreeg, Molson Coors behield 15% en Heineken 17%. In januari 2010 werd "Femsa Cerveza" op zijn beurt overgenomen door Heineken.
In 2012 waren er circa 200 microbrouwerijen in het land en hun aantal groeit nog steeds. Hoewel hun marktaandeel amper 1% bedraagt, dragen ze veel bij tot de diversiteit van het bieraanbod. Er wordt ook veel bier ingevoerd uit Europa (vooral Nederland, België en Duitsland) en uit Amerika (Uruguay, Argentinië en de VS).

## Economie
Bier en andere alcoholische dranken spelen een belangrijke rol voor de economie in Brazilië.
Tijdens het carnaval is er een grote toename in bierconsumptie (circa 400 miljoen liter in 4 dagen) en vanaf november naar de zomer toe verdrievoudigt de bierconsumptie. 

## Cijfers 2012
- Bierproductie: 134 miljoen hl
- Export: 1.078.439 hl
- Import: 282.689 hl
- Bierconsumptie: 128 miljoen hl
- Bierconsumptie per inwoner: 68,3 liter
- Actieve brouwerijen: 4 brouwerijgroepen (+ circa 200 microbrouwerijen)

## Brouwerijen
De vier grote brouwerijgroepen hebben een marktaandeel van 98,6%
- AB InBev (68%)
- Grupo Petrópolis (11,3%)
- Brasil Kirin (10,7%)
  - Cervejaria Baden Baden
  - Cervejaria Eisenbahn
- Heineken Brasil (8,6%)[10]

## Bieren (selectie)
- AB InBev
  - Skol
  - Brahma
  - Antarctica
  - Bohemia
- Petropolis
  - Crystal
  - Itaipava
  - Lokal
  - Black Princess
  - Petra
  - Weltenburger Kloster
- Brasil Kirin
  - Nova Schin
  - Nobel
  - Baden Baden
  - Eisenbahn
- Heineken Brasil
  - Kaiser
  - Bavaria
  - Xingu

Skol en Brahma staan beide in de top-10 van meest verkochte bieren ter wereld.

Zowel Stella als Heineken worden eveneens geproduceerd in Brazilië voor de binnenlandse markt.